# Arsenal Football Club 2006-2007
Questa voce raccoglie le informazioni riguardanti l'Arsenal nelle competizioni ufficiali della stagione 2006-2007.

## Stagione

### Premier League
Il campionato dei Gunners inizia con la prima partita di sempre al nuovo Emirates Stadium che finirà con un pareggio per 1-1 contro l'Aston Villa,a segno per i padroni di casa Gilberto Silva, successivamente perderanno contro il Manchester City 1-0 grazie al rigore trasformato da Joey Barton al 41' del primo tempo.

Alla quarta giornata l'Arsenal ospiterà il Middlesbrough e pareggerà di nuovo 1-1 grazie al rigore trasformato da Thierry Henry al 67', mentre nella giornata successiva arriverà la prima vittoria in campionato contro il Manchester United per 0-1. Da segnalare l'errore dagli 11 metri di Tomasz Kuszczak che terrà aperto il match fino al'85', quando Emmanuel Adebayor segnerà il goal del vantaggio. Dopo questo successo arriverà una serie di altre 4 vittorie consecutive rispettivamente contro Sheffield United, Charlton, Watford e Reading; a mettere fine alla serie di vittorie consecutive sarà un pareggio in casa contro l'Everton per 1-1 (a segno Tim Cahill per L'Everton e Robin van Persie per l'Arsenal).
Nella 11ª giornata l'Arsenal inciamperà al Boleyn Ground, stadio che all'epoca ospitava il West Ham, perdendo 1-0 per un goal in zona Cesarini di Marlon Harewood,ma questo non abbatterà la squadra che saprà infliggere una pesante sconfitta per 3-0 contro il Liverpool.

Ma dopo questa vittoria seguiranno un pareggio e due sconfitte rispettivamente contro Newcastle, Bolton e Fulham.
Tra Dicembre e Gennaio i Gunners riusciranno a mettere a segno sette vittorie, due delle quali contro Manchester United (2-1) e Tottenham (3-0), tre pareggi e una sconfitta 1-0 a casa dello Sheffield United.
Febbraio si apre con un pareggio contro il Middlesbrough con il medesimo risultato dell'andata e una vittoria contro Wigan per 2-1, mentre a Marzo arriveranno le vittorie contro Reading e Aston Villa, rispettivamente per 2-1 e 0-1 ma inizierà una serie di tre sconfitte consecutive contro Everton, Liverpool e West Ham.
Ma i Gunners riusciranno a ritrovare la vittoria il 14 Aprile in rimonta contro il Bolton, seguiranno altre due vittorie e tre pareggi che permetteranno alla squadra di chiudere il campionato al 4º posto.

### FA Cup
Il percorso in FA Cup inizia con una vittoria al terzo turno contro i Reds per 1-3.
Le prime difficoltà arriveranno al quarto turno quando l'Arsenal passerà il turno dopo due pareggi sofferti,per 1-1, contro il Bolton, ma il cammino si fermerà precocemente a causa di una sconfitta al quinto turno nel replay, contro il Blackburn, per 1-0 dopo che al Emirates Stadium era finita 0-0.

### Football League Cup
Mentre il Football League Cup i Gunners esordiranno con una vittoria contro il West Bromwich grazie ad una doppietta di Jérémie Aliadière.
Agli ottavi incontreranno l'Everton e riusciranno a vincere per 0-1 grazie al goal al'85' di Emmanuel Adebayor.
Ai quarti batteranno il Liverpool con un rocambolesco 3-6 ad Anfield, da segnalare il poker calato da Júlio Baptista.
In semifinale all'andata, al White Hart Lane pareggeranno in rimonta contro il Tottenham per 2-2, grazie alla doppietta di Baptista che si farà perdonare autogol del 2-0, ma al ritorno i Gunners sapranno imporsi per 3-1 grazie al goal di Jérémie Aliadière e all'autorete di Pascal Chimbonda.
Ma in finale l'Arsenal dovrà affrontare il Chelsea allenato da José Mourinho, la partita si sbloccherà subito al 12' quando Theo Walcott riuscirà a segnare un goal di destro,ma 8 minuti dopo, Didier Drogba firmerà il pareggio e sarà proprio lui al 84' a condannare l'Arsenal con un colpo di testa che farà finire la parità sul risultato di 2-1 per i Blues.

### Champions League
Ai gironi i londinesi incontreranno il Porto, l'Amburgo e il CSKA Mosca.
I Gunners riusciranno a passare da primi con 11 punti, 3 vittorie, 2 pareggi e 1 sconfitta, ma il loro cammino si fermerà agli ottavi contro il PSV Eindhoven, dopo aver perso in Olanda 1-0 e aver pareggiato all'Emirates Stadium.

## Rosa
In corsivo i calciatori ceduti durante la stagione
| N. |                           | Ruolo | Calciatore        |
| -- | ------------------------- | ----- | ----------------- |
| 1  | Germania (bandiera)       | P     | Jens Lehmann      |
| 2  | Francia (bandiera)        | C     | Abou Diaby        |
| 4  | Spagna (bandiera)         | C     | Cesc Fàbregas     |
| 5  | Costa d'Avorio (bandiera) | D     | Kolo Touré        |
| 6  | Svizzera (bandiera)       | D     | Philippe Senderos |
| 7  | Rep. Ceca (bandiera)      | C     | Tomáš Rosický     |
| 8  | Svezia (bandiera)         | C     | Fredrik Ljungberg |
| 9  | Brasile (bandiera)        | A     | Júlio Baptista    |
| 10 | Francia (bandiera)        | D     | William Gallas    |
| 11 | Paesi Bassi (bandiera)    | A     | Robin van Persie  |
| 12 | Camerun (bandiera)        | D     | Lauren            |
| 13 | Bielorussia (bandiera)    | D     | Alexander Hleb    |
| 14 | Francia (bandiera)        | A     | Thierry Henry     |
| 15 | Brasile (bandiera)        | A     | Denílson          |
| 16 | Francia (bandiera)        | C     | Mathieu Flamini   |

| N. |                           | Ruolo | Calciatore        |
| -- | ------------------------- | ----- | ----------------- |
| 17 | Camerun (bandiera)        | C     | Alexandre Song    |
| 19 | Brasile (bandiera)        | C     | Gilberto Silva    |
| 20 | Svizzera (bandiera)       | D     | Johan Djourou     |
| 21 | Estonia (bandiera)        | P     | Mart Poom         |
| 22 | Francia (bandiera)        | D     | Gaël Clichy       |
| 24 | Spagna (bandiera)         | P     | Manuel Almunia    |
| 25 | Togo (bandiera)           | A     | Emmanuel Adebayor |
| 27 | Costa d'Avorio (bandiera) | D     | Emmanuel Eboué    |
| 30 | Francia (bandiera)        | C     | Jérémie Aliadière |
| 31 | Inghilterra (bandiera)    | D     | Justin Hoyte      |
| 32 | Inghilterra (bandiera)    | A     | Theo Walcott      |
| 33 | Inghilterra (bandiera)    | D     | Matthew Connolly  |
| 43 | Inghilterra (bandiera)    | C     | Mark Randall      |
| 45 | Francia (bandiera)        | D     | Armand Traoré     |

## Calciomercato

### Sessione estiva
| Acquisti         | Acquisti        | Acquisti          | Acquisti                  |
| R.               | Nome            | da                | Modalità                  |
| ---------------- | --------------- | ----------------- | ------------------------- |
| C                | Tomáš Rosický   | Borussia Dortmund | definitivo (10 milioni €) |
| C                | Denílson        | San Paolo         | definitivo (5 milioni €)  |
| D                | William Gallas  | Chelsea           | gratuito                  |
| A                | Júlio Baptista  | Real Madrid       | prestito                  |
| Altre operazioni |                 |                   |                           |
| R.               | Nome            | da                | Modalità                  |
| C                | Joe O'Cearuill  | Watford           | fine prestito             |
| A                | Carlos Vela     | Celta Vigo        | fine prestito             |
| C                | Sebastian Svärd | Vitória Guimarães | fine prestito             |
| P                | Vito Mannone    | Barnsley          | fine prestito             |

| Cessioni         | Cessioni           | Cessioni            | Cessioni                   |
| R.               | Nome               | a                   | Modalità                   |
| ---------------- | ------------------ | ------------------- | -------------------------- |
| D                | Ashley Cole        | Chelsea             | definitivo (7,4 milioni €) |
| D                | Pascal Cygan       | Villarreal          | definitivo (2,9 milioni €) |
| C                | Sebastian Svärd    | Borussia M'gladbach | definitivo (300 mila €)    |
| D                | Sol Campbell       | Portsmouth          | gratuito                   |
| C                | Robert Pires       | Villarreal          | gratuito                   |
| A                | José Antonio Reyes | Real Madrid         | prestito                   |
| A                | Carlos Vela        | Salamanca UDS       | prestito                   |
| Altre operazioni |                    |                     |                            |
| R.               | Nome               | da                  | Modalità                   |
| A                | Arturo Lupoli      | Derby County        | prestito                   |
| P                | Vito Mannone       | Barnsley            | prestito                   |
| D                | Kerrea Gilbert     | Cardiff City        | prestito                   |
| C                | Sebastian Larsson  | Birmingham City     | prestito                   |
| C                | Fabrice Muamba     | Birmingham City     | prestito                   |
| A                | Dennis Bergkamp    |                     | ritiro                     |

### Sessione invernale
| Acquisti         | Acquisti          | Acquisti         | Acquisti         |
| R.               | Nome              | da               | Modalità         |
| Altre operazioni | Altre operazioni  | Altre operazioni | Altre operazioni |
| R.               | Nome              | da               | Modalità         |
| ---------------- | ----------------- | ---------------- | ---------------- |
| C                | Sebastian Larsson | Birmingham City  | fine prestito    |

| Cessioni         | Cessioni          | Cessioni        | Cessioni                   |
| R.               | Nome              | a               | Modalità                   |
| ---------------- | ----------------- | --------------- | -------------------------- |
| C                | Sebastian Larsson | Birmingham City | definitivo (1,5 milioni €) |
| D                | Lauren            | Portsmouth      | definitivo (550 mila €)    |
| C                | Alexander Song    | Charlton        | prestito (275 mila €)      |
| Altre operazioni |                   |                 |                            |
| R.               | Nome              | da              | Modalità                   |
| C                | Joe O'Cearuill    | Brighton        | prestito                   |

## Risultati

### Premier League
| Arbitro: | Poll |

|                    |           |              |
| Gilberto Silva 83’ | Marcatori | 53’ Mellberg |

| Arbitro: | Styles |

|  |           |              |
|  | Marcatori | 88’ Adebayor |

| Arbitro: | Rennie |

|                   |           |  |
| Barton 41’ (rig.) | Marcatori |  |

| Arbitro: | Styles |

|                  |           |              |
| Henry 67’ (rig.) | Marcatori | 22’ Morrison |

| Arbitro: | Poll |

|  |           |              |
|  | Marcatori | 85’ Adebayor |

| Arbitro: | Wiley |

|                                          |           |  |
| Gallas 65’ Jagielka 69’ (aut.) Henry 80’ | Marcatori |  |

| Arbitro: | Clattenburg |

|          |           |                     |
| Bent 22’ | Marcatori | 32’, 49’ Van Persie |

| Arbitro: | Webb |

|                                           |           |  |
| Stewart 33’ (aut.) Henry 43’ Adebayor 67’ | Marcatori |  |

| Arbitro: | Wiley |

|  |           |                                              |
|  | Marcatori | 1’, 70’ (rig.) Henry 39’ Hleb 50’ Van Persie |

| Arbitro: | Riley |

|                |           |            |
| Van Persie 71’ | Marcatori | 11’ Cahill |

| Arbitro: | Styles |

|              |           |  |
| Harewood 89’ | Marcatori |  |

| Arbitro: | Clattenburg |

|                                  |           |  |
| Flamini 41’ Touré 56’ Gallas 80’ | Marcatori |  |

| Arbitro: | Atkinson |

|           |           |          |
| Henry 70’ | Marcatori | 30’ Dyer |

| Arbitro: | Dean |

|                         |           |                      |
| Faye 9’ Anelka 45’, 76’ | Marcatori | 45+2’ Gilberto Silva |

| Arbitro: | Webb |

|                          |           |                |
| McBride 6’ Radzinski 19’ | Marcatori | 36’ Van Persie |

| Arbitro: | Poll |

|                                                    |           |  |
| Adebayor 20’ Gilberto Silva 42’ (rig.), 72’ (rig.) | Marcatori |  |

| Arbitro: | Wiley |

|            |           |             |
| Essien 84’ | Marcatori | 78’ Flamini |

| Arbitro: | Bennett |

|                                 |           |                          |
| Adebayor 58’ Gilberto Silva 60’ | Marcatori | 45+2’ Pamarot 47’ Taylor |

| Londra 23 dicembre 2006, ore 16:00 WET 19ª giornata                                                                                      | Arsenal   | 6 – 2 referto        | Blackburn | Emirates Stadium |
| \| \| \| \| \| Gilberto Silva 10’ Hleb 23’ Adebayor 27’ (rig.) Van Persie 85’, 88’ Flamini 90+3’ \| Marcatori \| 3’ (rig.), 69’ Nonda \| |           |                      |           |                  |
| |           |                      |           |                  |
| Gilberto Silva 10’ Hleb 23’ Adebayor 27’ (rig.) Van Persie 85’, 88’ Flamini 90+3’                                                        | Marcatori | 3’ (rig.), 69’ Nonda |           |                  |

| Arbitro: | Dean |

|           |           |                                   |
| Smith 23’ | Marcatori | 19’ Gilberto Silva 83’ Van Persie |

| Arbitro: | Mason |

|          |           |  |
| Nade 41’ | Marcatori |  |

| Arbitro: | Riley |

|                                                       |           |  |
| Henry 30’ (rig.) Hoyte 45’ Van Persie 76’ (rig.), 90’ | Marcatori |  |

| Arbitro: | Styles |

|  |           |                     |
|  | Marcatori | 37’ Touré 71’ Henry |

| Arbitro: | Bennett |

|                            |           |            |
| Van Persie 83’ Henry 90+3’ | Marcatori | 53’ Rooney |

| Arbitro: | Halsey |

|                                       |           |             |
| Rosický 12’ Fàbregas 73’ Baptista 80’ | Marcatori | 41’ Beasley |

| Arbitro: | Riley |

|                   |           |           |
| Yakubu 63’ (rig.) | Marcatori | 77’ Henry |

| Arbitro: | Dowd |

|                             |           |              |
| Hall 81’ (aut.) Rosický 85’ | Marcatori | 35’ Landzaat |

| Arbitro: | Atkinson |

|  |           |           |
|  | Marcatori | 10’ Diaby |

| Arbitro: | Foy |

|                                        |           |                     |
| Gilberto Silva 51’ (rig.) Baptista 62’ | Marcatori | 87’ (aut.) Fàbregas |

| Arbitro: | Clattenburg |

|                  |           |  |
| A. Johnson 90+1’ | Marcatori |  |

| Arbitro: | Bennett |

|                               |           |            |
| Crouch 4’, 35’, 81’ Agger 60’ | Marcatori | 73’ Gallas |

| Arbitro: | Poll |

|  |           |              |
|  | Marcatori | 45+2’ Zamora |

| Newcastle upon Tyne 9 aprile 2007, ore 15:00 WEST 33ª giornata | Newcastle Utd | 0 – 0 referto | Arsenal | St James' Park (52 299 spett.)\| Arbitro: \| Webb \| |
| Arbitro:                                                       | Webb          |               |         |                                                      |

| Arbitro: | Styles |

|                          |           |            |
| Rosický 31’ Fàbregas 46’ | Marcatori | 11’ Anelka |

| Arbitro: | Dean |

|                       |           |                        |
| Keane 30’ Jenas 90+5’ | Marcatori | 64’ Touré 78’ Adebayor |

| Arbitro: | Clattenburg |

|                                                    |           |            |
| Baptista 4’ Adebayor 84’ Gilberto Silva 87’ (rig.) | Marcatori | 78’ Davies |

| Arbitro: | Wiley |

|                           |           |            |
| Gilberto Silva 43’ (rig.) | Marcatori | 70’ Essien |

| Portsmouth 13 maggio 2007, ore 16:00 WEST 38ª giornata | Portsmouth | 0 – 0 referto | Arsenal | Fratton Park (20 188 spett.)\| Arbitro: \| Poll \| |
| Arbitro:                                               | Poll       |               |         |                                                    |

### FA Cup

#### Terzo turno
| Arbitro: | Bennett |

|          |           |                            |
| Kuyt 71’ | Marcatori | 37’, 45’ Rosický 84’ Henry |

#### Quarto turno
| Arbitro: | Dean |

|           |           |           |
| Touré 78’ | Marcatori | 50’ Nolan |

| Arbitro: | Foy |

|           |           |                                   |
| Méïté 90’ | Marcatori | 13’, 120’ Adebayor 108’ Ljungberg |

#### Quinto turno
| Londra 17 febbraio 2007, ore 12:30 WET Quinto turno | Arsenal  | 0 – 0 referto | Blackburn | Emirates Stadium (56 761 spett.)\| Arbitro: \| Atkinson \| |
| Arbitro:                                            | Atkinson |               |           |                                                            |

| Arbitro: | Poll |

|              |           |  |
| McCarthy 87’ | Marcatori |  |

### Football League Cup

#### Terzo turno
| Arbitro: | Atkinson |

|  |           |                           |
|  | Marcatori | 34’, 49’ (rig.) Aliadière |

#### Ottavi di finale
| Arbitro: | Poll |

|  |           |              |
|  | Marcatori | 85’ Adebayor |

#### Quarti di finale
| Arbitro: | Atkinson |

|                                   |           |                                                      |
| Fowler 33’ Gerrard 68’ Hyypiä 80’ | Marcatori | 27’ Aliadière 40’, 45+2’, 60’, 84’ Baptista 45’ Song |

#### Semifinale
| Arbitro: | Poll |

|                                  |           |                   |
| Berbatov 12’ Baptista 20’ (aut.) | Marcatori | 64’, 77’ Baptista |

| Arbitro: | Wiley |

|                                                   |           |          |
| Adebayor 77’ Aliadière 105’ Chimbonda 113’ (aut.) | Marcatori | 85’ Mido |

#### Finale
| Arbitro: | Webb |

|             |           |                 |
| Walcott 12’ | Marcatori | 20’, 84’ Drogba |

### UEFA Champions League

#### Terzo turno preliminare
| Arbitro: | Vassaras |

|  |           |                                  |
|  | Marcatori | 63’, 79’ Fàbregas 64’ Van Persie |

| Arbitro: | Layec |

|                             |           |             |
| Ljungberg 77’ Flamini 90+1’ | Marcatori | 12’ Eduardo |

#### Fase a gironi
| Arbitro: | Fröjdfeldt |

|              |           |                                       |
| Sanogo 90+1’ | Marcatori | 12’ (rig.) Gilberto Silva 53’ Rosický |

| Arbitro: | Farina |

|                    |           |  |
| Henry 38’ Hleb 48’ | Marcatori |  |

| Arbitro: | Mejuto González |

|                     |           |  |
| Daniel Carvalho 24’ | Marcatori |  |

| Londra 1º novembre 2006, ore 20:45 CET | Arsenal | 0 – 0 referto | CSKA Mosca | Emirates Stadium (60 003 spett.)\| Arbitro: \| Michel \| |
| Arbitro:                               | Michel  |               |            |                                                          |

| Arbitro: | Larsen |

|                                       |           |                  |
| van Persie 52’ Eboué 83’ Baptista 88’ | Marcatori | 4’ van der Vaart |

| Porto 6 dicembre 2006, ore 20:45 CET | Porto | 0 – 0 referto | Arsenal | Estádio do Dragão (41 500 spett.)\| Arbitro: \| Merk \| |
| Arbitro:                             | Merk  |               |         |                                                         |

#### Fase a eliminazione diretta

##### Ottavi di finale
| Arbitro: | Øvrebø |

|            |           |  |
| Méndez 61’ | Marcatori |  |

| Arbitro: | Hamer |

|                 |           |          |
| Alex 58’ (aut.) | Marcatori | 83’ Alex |

## Statistiche

### Statistiche di squadra
| Competizione     | Punti | In casa | In casa | In casa | In casa | In casa | In casa | In trasferta | In trasferta | In trasferta | In trasferta | In trasferta | In trasferta | In campo neutro | In campo neutro | In campo neutro | In campo neutro | In campo neutro | In campo neutro | Totale | Totale | Totale | Totale | Totale | Totale | DR  |
| Competizione     | Punti | G       | V       | N       | P       | Gf      | Gs      | G            | V            | N            | P            | Gf           | Gs           | G               | V               | N               | P               | Gf              | Gs              | G      | V      | N      | P      | Gf     | Gs     | DR  |
| ---------------- | ----- | ------- | ------- | ------- | ------- | ------- | ------- | ------------ | ------------ | ------------ | ------------ | ------------ | ------------ | --------------- | --------------- | --------------- | --------------- | --------------- | --------------- | ------ | ------ | ------ | ------ | ------ | ------ | --- |
| Premier League   | 68    | 19      | 12      | 6       | 1       | 43      | 16      | 19           | 7            | 5            | 7            | 20           | 19           | -               | -               | -               | -               | -               | -               | 38     | 19     | 11     | 8      | 63     | 35     | +28 |
| FA Cup           | -     | 2       | 0       | 2       | 0       | 1       | 1       | 3            | 2            | 0            | 1            | 6            | 3            | -               | -               | -               | -               | -               | -               | 5      | 2      | 2      | 1      | 7      | 4      | -2  |
| League Cup       | -     | 1       | 1       | 0       | 0       | 3       | 1       | 4            | 3            | 1            | 0            | 11           | 5            | 1               | 0               | 0               | 1               | 1               | 2               | 6      | 4      | 1      | 1      | 15     | 8      | +7  |
| Champions League |       | 5       | 3       | 2       | 0       | 8       | 3       | 5            | 2            | 1            | 2            | 5            | 3            | -               | -               | -               | -               | -               | -               | 10     | 5      | 3      | 2      | 13     | 6      | +7  |
| Totale           |       | 27      | 16      | 10      | 1       | 55      | 21      | 31           | 14           | 7            | 10           | 42           | 30           | 1               | 0               | 0               | 1               | 1               | 2               | 59     | 30     | 17     | 12     | 98     | 53     | +45 |

### Andamento in campionato
| Giornata  | 1 | 2 | 3 | 4  | 5 | 6 | 7 | 8 | 9 | 10 | 11 | 12 | 13 | 14 | 15 | 16 | 17 | 18 | 19 | 20 | 21 | 22 | 23 | 24 | 25 | 26 | 27 | 28 | 29 | 30 | 31 | 32 | 33 | 34 | 35 | 36 | 37 | 38 |
| --------- | - | - | - | -- | - | - | - | - | - | -- | -- | -- | -- | -- | -- | -- | -- | -- | -- | -- | -- | -- | -- | -- | -- | -- | -- | -- | -- | -- | -- | -- | -- | -- | -- | -- | -- | -- |
| Luogo     | C | T | C | T  | C | T | C | T | C | T  | C  | C  | T  | T  | C  | T  | T  | C  | C  | T  | T  | C  | T  | C  | T  | C  | C  | T  | T  | T  | C  | T  | C  | C  | T  | C  | C  | T  |
| Risultato | N | V | P | N  | V | V | V | V | V | N  | P  | V  | N  | P  | P  | V  | N  | N  | V  | V  | P  | V  | V  | V  | V  | N  | V  | V  | V  | P  | P  | P  | N  | V  | N  | V  | N  | N  |
| Posizione | 9 | 8 | 9 | 11 | 7 | 6 | 3 | 3 | 3 | 3  | 3  | 3  | 3  | 3  | 3  | 3  | 3  | 4  | 4  | 3  | 5  | 4  | 4  | 4  | 4  | 4  | 3  | 3  | 3  | 3  | 3  | 4  | 4  | 4  | 4  | 4  | 4  | 4  |

Legenda:

Luogo: C = Casa; T = Trasferta. Risultato: V = Vittoria; N = Pareggio; P = Sconfitta.